# Đèo Tài Phật
Đèo Tài Phật là đèo trên Quốc lộ 18B ở vùng đất xã Quảng Đức huyện Hải Hà tỉnh Quảng Ninh .

## Vị trí
Đèo Tài Phật có độ cao cỡ 240 m, dài gần 4 km, ở vị trí thôn Bảo Lâm xã Quảng Đức huyện Hải Hà .
Quốc lộ 18B bắt đầu từ ngã ba Quảng Thành 21°30′37″B 107°45′00″Đ / 21,510262°B 107,749975°Đ trên quốc lộ 18A ở vùng đất xã Quảng Thành. Đường đi hướng bắc, tới điểm cuối là Cửa khẩu Bắc Phong Sinh 21°37′29″B 107°43′0,1″Đ / 21,62472°B 107,71667°Đ ở vùng đất xã Quảng Đức, nối tiếp qua cầu trên sông Ka Long thông thương sang cửa khẩu Lý Hỏa (Li Huo) ở tỉnh Quảng Tây, Trung Quốc 
Cùng trên Quốc lộ 18B, về phía nam cỡ gần 2 km là đèo Sài Phật. 21°34′25″B 107°43′45″Đ / 21,573636°B 107,729233°Đ